# Isomaltose
Isomaltose é um açúcar dissacarídeo de glucose, diferenciando-se da maltose apenas na forma de ligação das duas unidades de glicose. Enquanto a maltose apresenta a chamada ligação 1-4, a isomaltose apresenta a ligação do tipo 1-6.

Ligação 1-6 da molécula de isomaltose.

Produzida a partir da sacarose de beterraba, possui o mesmo aspecto do açúcar de cana. É utilizada na mesma proporção que a sacarose, dando o mesmo volume e textura. Tem baixíssima higroscopicidade (capacidade do carboidrato de absorver água do ambiente ), ideal para uso em rebuçados e "chupa-chupas" (balas e pirulitos) duros, bem como em misturas em pó prontas para preparo (vendida também com o nome palatinose). Não provoca cáries. 
A isomaltose ocorre na cerveja, urina, sangue, mel de abelha, fígado e outras substâncias naturais e é obtida pelo tratamento de glicose com ácidos fortes, pela ação de maltose sobre glicose e de dextrano por hidrólise ácida. Ao contrário da maltose, a isomaltose não fermenta. 